# Холківка
Ховківка, також Холківка — річка в Україні, у Шполянському районі Черкаської області. Права притока Шполки (басейн Південного Бугу).

## Опис
Довжина річки — 11,8 км, площа басейну — 21,6 км², похил річки 5,19 м/км. Русло малозвивисте, шириною 1.0 м та глибиною 0.5 м, дно мулисте.
Долина річки параболічної форми із симетричними пологими схилами. Ширина долини становить 1000 м, глибина — 30 м, більша її частина зайнята сільськогосподарськими угіддями. 
З правого боку до річки виходять Леверків яр, балки Лапузина та Байдова, з лівого — балки Шпурева, Огризова, Козацька. 

## Розташування
Бере початок на півдні від Топильни. Тече переважно на південний схід понад Ховківкою і у Шполі впадає у річку Шполку, ліву притоку Гнилого Тікичу за 42 км від її гирла.
Струмок перетинає автомобільна дорога Н16

## Притоки
- Леверків яр (струмок, права притока). Довжина яру становить 700 метрів, максимальна ширина — близько 150 метрів, глибина — до 10 метрів. Більшу частину року пересихає.